# Ciudad deportiva de Dubái
Dubai Sports City es una ciudad dedicada a los deportes actualmente en construcción en Dubái, Emiratos Árabes Unidos. La ciudad consistirá en edificios de apartamentos y numerosas infraestructuras deportivas. 
La mayor infraestructura deportiva será un estadio multipropósito para 60000 espectadores que podrá ser usado para atletismo, cricket, fútbol, y rugby. 
Asimismo incluye un estadio para cricket para 25000 espectadores, un estadio cubierto para 10000 espectadores, un estadio para hockey con una capacidad para 5000 espectadores y un campo de golf de 18 hoyos diseñado por Ernie Els.

## Imágenes

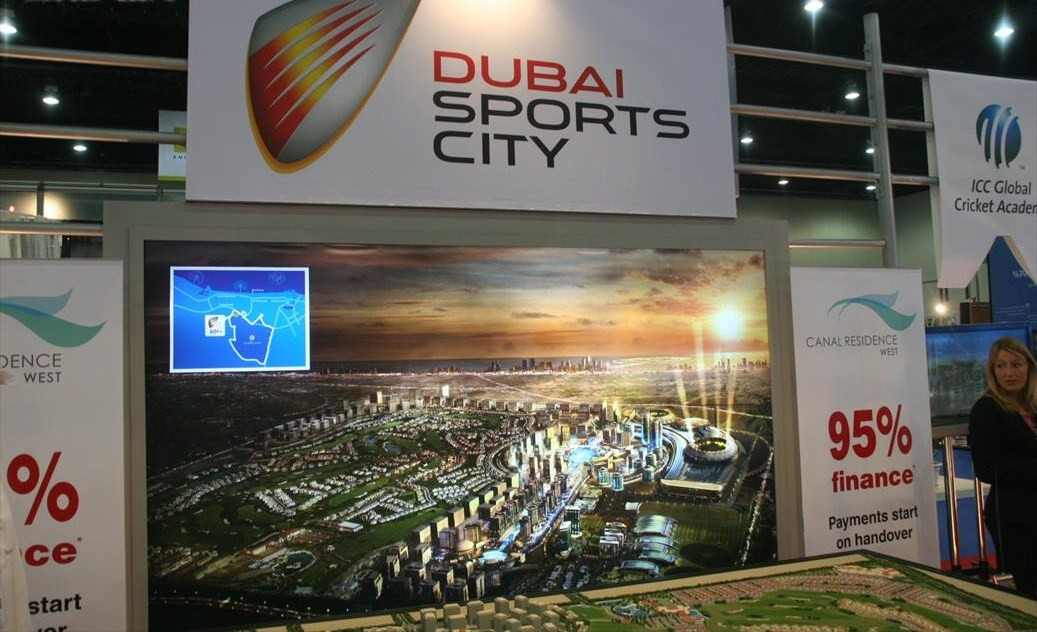
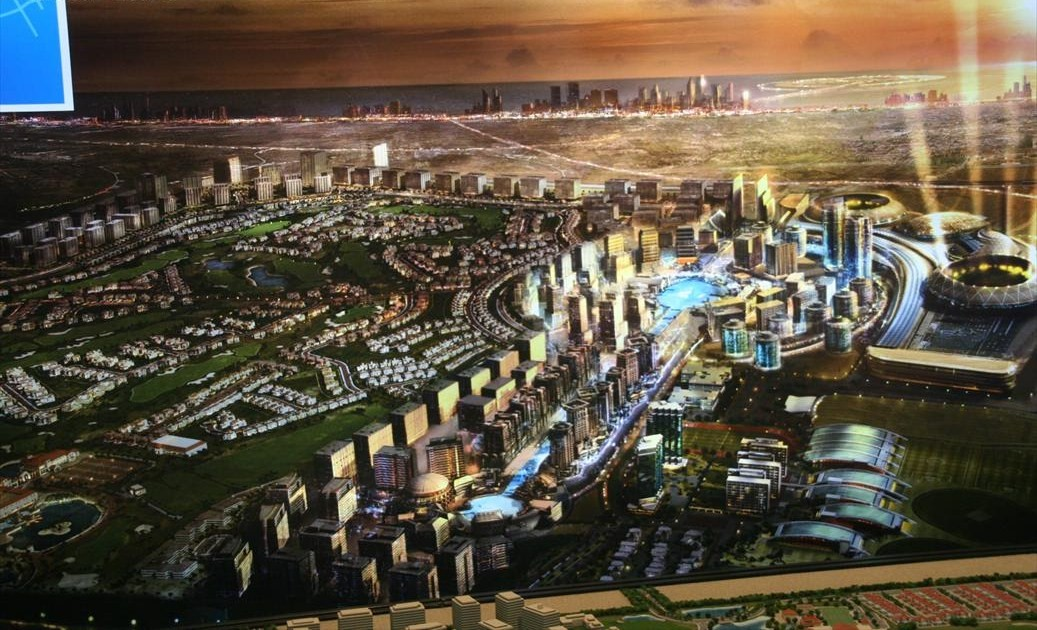
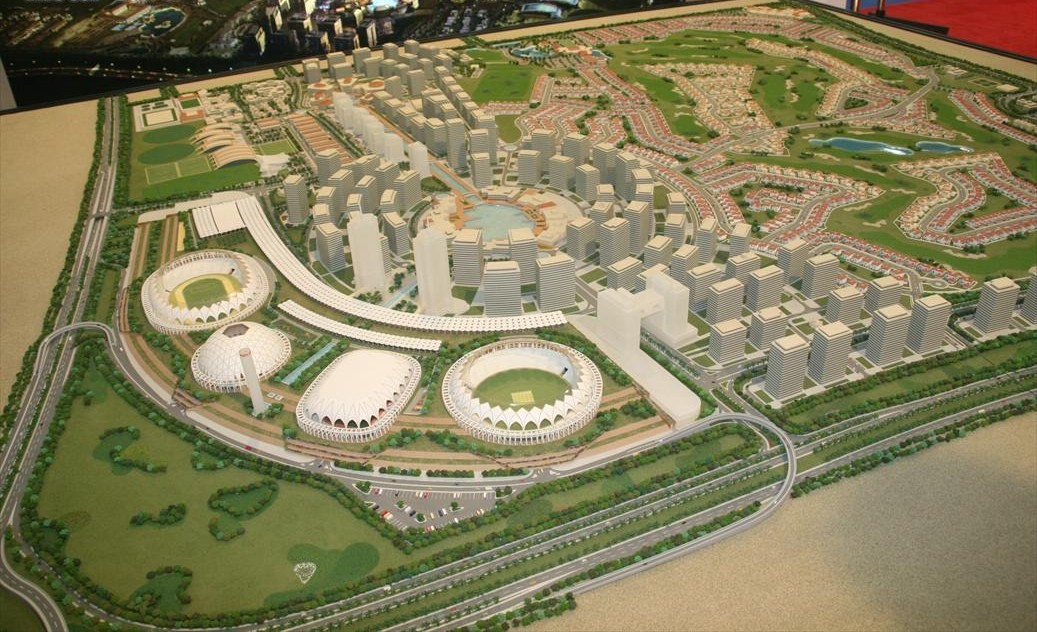
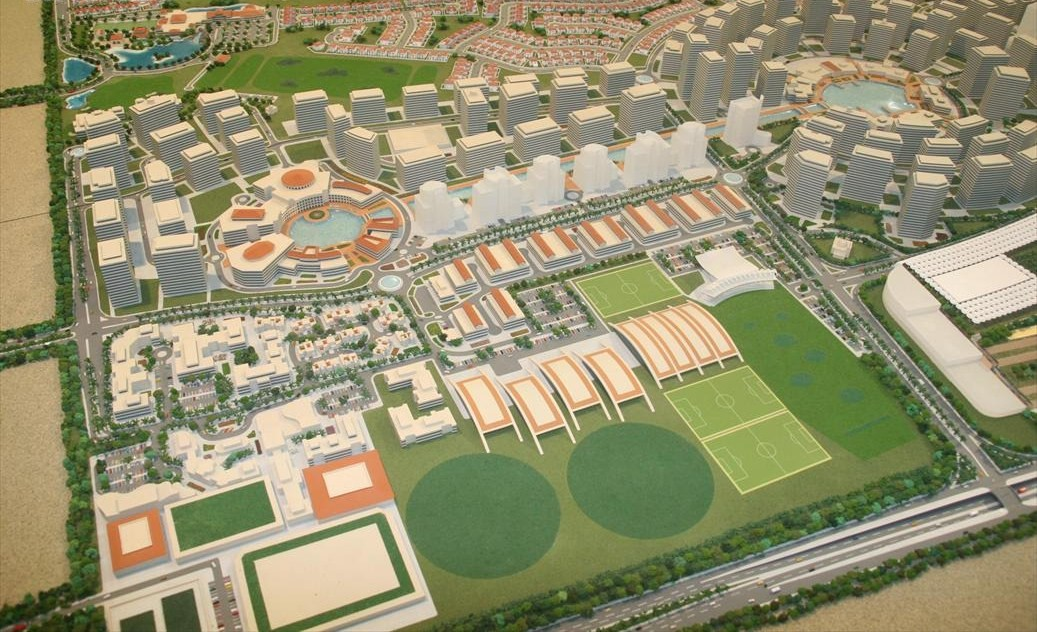
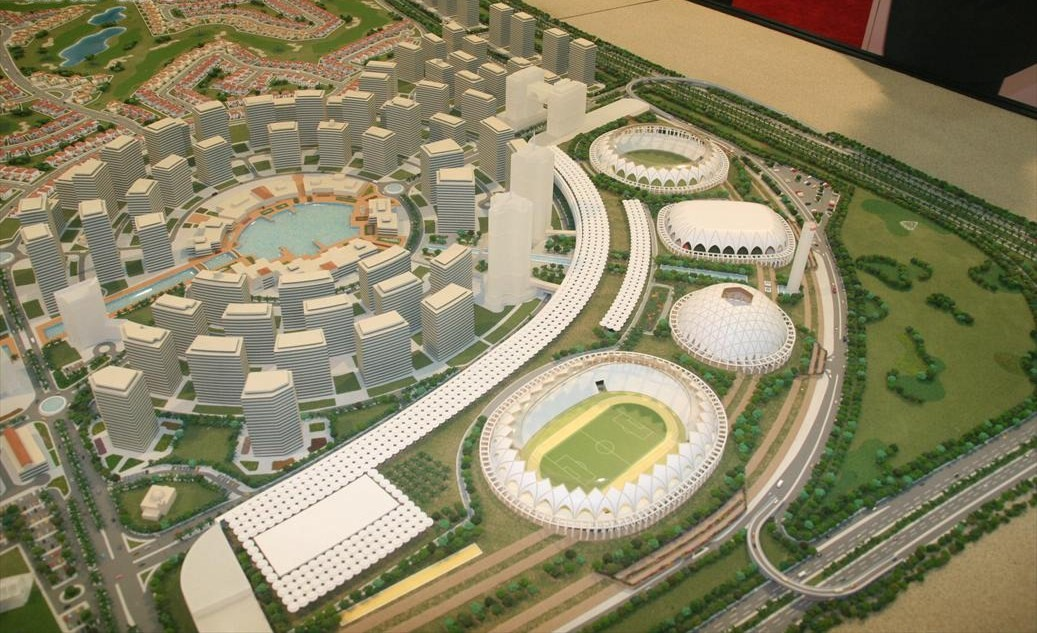

Modelos